# Rheotanytarsus contrerasi
Rheotanytarsus contrerasi är en tvåvingeart som beskrevs av Kyerematen, Saether och Andersen 2000. Rheotanytarsus contrerasi ingår i släktet Rheotanytarsus och familjen fjädermyggor. Inga underarter finns listade i Catalogue of Life.